# 2577 Litva
2577 Litva eller 1975 EE3 är en asteroid i huvudbältet som korsar Mars omloppsbana. Den upptäcktes 12 mars 1975 av den rysk-sovjetiske astronomen Nikolaj Tjernych vid Krims astrofysiska observatorium på Krim. Den har fått sitt namn efter landet Litauen. Vid tiden för namngivandet var landet en del av Sovjetunionen.
Den tillhör asteroidgruppen Hungaria.

## Naturliga satelliter
28 februari 2009 upptäckte B. D. Warner med flera en asteroidmåne i omloppsbana runt Litva. Upptäckten gjordes med hjälp av ljuskurvor från ett teleskop i Colorado Springs. Den är 1,4 kilometer i diameter och har en omloppsbana 21 kilometer över Litva. Ett varv runt Litva tar 1,495 dygn.
22 juni 2012 upptäckte W. J. Merlin med flera ytterligare en asteroidmåne. Den upptäcktes från Keck-observatoriet med hjälp av adaptiv optik. Denna måne fick beteckningen S/2012 (2577) 1. Den är 1,2 kilometer i diameter och har en omloppsbana 378 km över Litva. Ett varv görs på 214 dygn.